# Långgölen (Kvillinge socken, Östergötland, 650555-151753)
Långgölen är en sjö i Norrköpings kommun i Östergötland och ingår i Kilaån-Motala ströms kustområde.